# Оман (рослина)
Ома́н, також народна назва Дев'ясил (Ínula) — рід багаторічних рослин родини айстрові (Asteraceae), росте в Європі, Азії й Африці. Типовий вид — оман високий. Рід містить приблизно 80 видів.
Це однорічні чи багаторічні трав'янисті рослини чи напівкущики, які дуже відрізняються за розміром, від невеликих видів у кілька сантиметрів заввишки до величезних багаторічних рослин понад 2 м у висоту. Вони несуть жовті чи оранжеві складні квіткові голови. Кілька видів є популярними квітами для саду, а їх вирощування сягає глибокої давнини.

## Етимологія
Назва оман походить від прасл. *omanъ, утвореного від *maniti: це пов'язане з наркотизуючою дією рослини.
Назва цього роду (Inula) могла походити від аналогічного латинського слова, яке римляни використовували для позначення цих рослин. Інші автори пропонують іншу етимологію: похідне від грецького слова enàein (= очищати), очевидно, посилаючись на передбачувані лікувальні властивості рослини.
Загальноприйняте нині використання наукової назви Inula було запропоновано Карлом фон Лінне, шведським біологом і письменником, який вважається батьком сучасної наукової класифікації живих організмів, у публікації Species Plantarum 1753 року.

## Біологічний опис

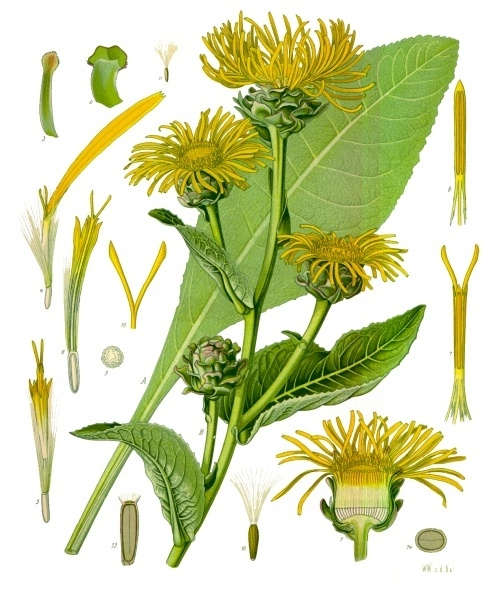
Оман високий. Ботанічна ілюстрація з книжки Köhler's Medizinal-Pflanzen

Багаторічні, рідше однорічні рослини з цільними листками й великими жовтими суцвіттями. Стебла некрилаті, зі смоляними каналами або частіше без них. Листки прикореневі і стеблові, чергові, прості, зазвичай сидячі, іноді в прикореневій розетці, по краях зазвичай пилчасті або зубчасті, іноді цілі.
Квітки жовті чи жовтогарячі, одиничні чи зібрані у волотеподібні чи щиткоподібні загальні суцвіття. Обгортки 10–40 мм у діаметрі. Променеві квітки (15)50–150+, жіночі, фертильні; віночок від жовтого до оранжевого забарвлення. Дискові квітки двостатеві, переважно (50)100–250+; віночок жовтий, часток 5. 
Сім'янки еліпсоїдні чи циліндричні, ребристі. Папус стійкий, з базально зрощеними, щетинками або щетинкоподібними лусочками зазвичай в 1 серії. x = 8, 9, 10.
Цвітіння влітку в другій половині. Розмноження весняне.

## Використання

### Медичне
Рослини цього роду містять невелику кількість ефірної олії та високий відсоток (19–45%) інуліну. Деякі речовини цієї рослини (наприклад, сесквітерпенові лактони) можуть викликати алергічний контактний дерматит; велика кількість цих речовин може викликати блювоту та діарею. Ці та інші речовини досі роблять ці рослини цікавими для лікування різних захворювань (згідно з народною медициною). У різних текстах про природну медицину ми знаходимо багатий перелік властивостей.

### Садівництво
Користь рослин цього роду також поширюється на садівництво та прикрашання зрізаними квітами. Навіть якщо вони на вигляд трохи грубі, їх легко вирощувати і вони мають потужний вегетативний розвиток.

## Класифікація

### Таксономія
|  |                                    |  |                                                           |                                                           |                                  |  | ще 12 родин (згідно з Системою APG II), у тому числі Дзвоникові, Стилідієві | ще 12 родин (згідно з Системою APG II), у тому числі Дзвоникові, Стилідієві |                            |  |  |  | ще близько двадцяти триб, у тому числі триба Айстрові | ще близько двадцяти триб, у тому числі триба Айстрові |                                              |  |  |  |  |
|  |                                    |  |                                                           |                                                           |                                  |  | ще 12 родин (згідно з Системою APG II), у тому числі Дзвоникові, Стилідієві | ще 12 родин (згідно з Системою APG II), у тому числі Дзвоникові, Стилідієві |                            |  |  |  | ще близько двадцяти триб, у тому числі триба Айстрові | ще близько двадцяти триб, у тому числі триба Айстрові | близько ста видів, кілька природних гібридів |  |  |  |  |
|  |                                    |  |                                                           | порядок Айстроцвіті                                       |                                  |  |                                                                             |                                                                             | підродина Айстрові         |  |  |  |                                                       | рід Оман                                              |                                              |  |  |  |  |
|  |                                    |  |                                                           | порядок Айстроцвіті                                       |                                  |  |                                                                             |                                                                             | підродина Айстрові         |  |  |  |                                                       | рід Оман                                              |                                              |  |  |  |  |
|  | відділ Квіткові, чи Покритонасінні |  |                                                           |                                                           | родина Айстрові, чи Складноцвіті |  |                                                                             |                                                                             | триба Оманові, чи Інулеєві |  |  |  |                                                       |                                                       |                                              |  |  |  |  |
|  | відділ Квіткові, чи Покритонасінні |  |                                                           |                                                           |                                  |  |                                                                             |                                                                             |                            |  |  |  |                                                       |                                                       |                                              |  |  |  |  |
|  |                                    |  | ще 44 порядки квіткових рослин (згідно з Системою APG II) | ще 44 порядки квіткових рослин (згідно з Системою APG II) |                                  |  |                                                                             | підродина Цикорієві                                                         | підродина Цикорієві        |  |  |  | роди Лігуларія, Доронікум, Підбіл та ін.              | роди Лігуларія, Доронікум, Підбіл та ін.              |                                              |  |  |  |  |
|  |                                    |  |                                                           | ще 44 порядки квіткових рослин (згідно з Системою APG II) |                                  |  |                                                                             |                                                                             | підродина Цикорієві        |  |  |  |                                                       | роди Лігуларія, Доронікум, Підбіл та ін.              |                                              |  |  |  |  |

### В Україні
В Україні росте два види: оман високий (Inula helenium) і оман дивиноподібний (Inula thapsoides); однак близько 10 колишніх членів цього роду тепер перенесено до роду Pentanema.

### Види
- 1. Inula acaulis Schott &  Kotschy  ex Boiss.
  2. Inula acuminata DC.
  3. Inula anatolica Boiss.
  4. Inula angustifolia DC.
  5. Inula arbuscula Delile
  6. Inula aucheriana DC.
  7. Inula barbata Wall. ex DC.
  8. Inula candida (L.) Cass.
  9. Inula ciliaris Matsum.
  10. Inula clarkei (Hook.f.) R.R.Stewart
  11. Inula cuanzensis Hiern
  12. Inula decurrens Popov
  13. Inula discoidea Boiss.
  14. Inula eminii (O.Hoffm.) O.Hoffm.
  15. Inula engleriana O.Hoffm.
  16. Inula fragilis Boiss. & Hausskn.
  17. Inula gimbundensis S.Moore
  18. Inula glareosa E.M.Antipova
  19. Inula glauca C.Winkl.
  20. Inula glomerata C.Winkl.
  21. Inula gombczewskyi E.M.Antipova
  22. Inula gossweileri S.Moore
  23. Inula grandiflora Willd.
  24. Inula grandis Schrenk ex Fisch. & C. A. Mey.
  25. Inula helenium L.
  26. Inula helianthus-aquatica C.Y.Wu ex Y.Ling
  27. Inula hendersoniae S.Moore
  28. Inula hissarica R.Nabiev
  29. Inula hookeri C.B.Clarke
  30. Inula huillensis Hiern
  31. Inula hupehensis (Y.Ling) Y.Ling
  32. Inula inuloides (Fenzl) Grierson
  33. Inula japonica Thunb.
  34. Inula kalapani C.B.Clarke
  35. Inula klingii O.Hoffm.
  36. Inula koelzii R.Dawar &  Qaiser
  37. Inula limosa O.Hoffm.
  38. Inula linariifolia Turcz.
  39. Inula macrocephala Boiss. & Kotschy
  40. Inula macrolepis Bunge
  41. Inula magnifica Lipsky
  42. Inula mannii (Hook.f.) Oliv. & Hiern
  43. Inula mildbraedii Muschl.
  44. Inula montbretiana DC.
  45. Inula multicaulis Fisch. & C.A.Mey.
  46. Inula obtusifolia A.Kern.
  47. Inula oligocephala S.Moore
  48. Inula paludosa O.Hoffm.
  49. Inula peacockiana (Aitch. & Hemsl.) Korovin
  50. Inula perrieri (Humbert) Mattf.
  51. Inula persica F.Ghahrem. & Narimisa
  52. Inula poggeana  O.Hoffm.
  53. Inula racemosa Hook.f.
  54. Inula rajamandii Narimisa & F.Ghahrem.
  55. Inula rhizocephala Schrenk ex Fisch. & C.A.Mey.
  56. Inula rhizocephaliformis Kamelin & Turak.
  57. Inula robynsii De Wild.
  58. Inula royleana DC.
  59. Inula salsoloides (Turcz.) Ostenf.
  60. Inula sarana Boiss.
  61. Inula schischkinii Gorschk.
  62. Inula schmalhausenii C.Winkl.
  63. Inula sechmenii Hartvig & Strid
  64. Inula sericeo-villosa Rech.f.
  65. Inula sericophylla Franch.
  66. Inula serratuloides (Gilli) Grierson
  67. Inula speciosa O.Hoffm.
  68. Inula stenocalathia (Rech.f.) Soldano
  69. Inula stewartii Abid & Qaiser
  70. Inula stolzii Mattf.
  71. Inula subfloccosa Rech.f.
  72. Inula taiwanensis S.S.Ying
  73. Inula thapsoides (Spreng.) Spreng.
  74. Inula tuzgoluensis M.Öztürk & Ö.Çetin
  75. Inula urumoffii Degen
  76. Inula vernonioides O.Hoffm.
  77. Inula viscidula Boiss. & Kotschy
  78. Inula welwitschii O.Hoffm.